# Bezezbytková dieta

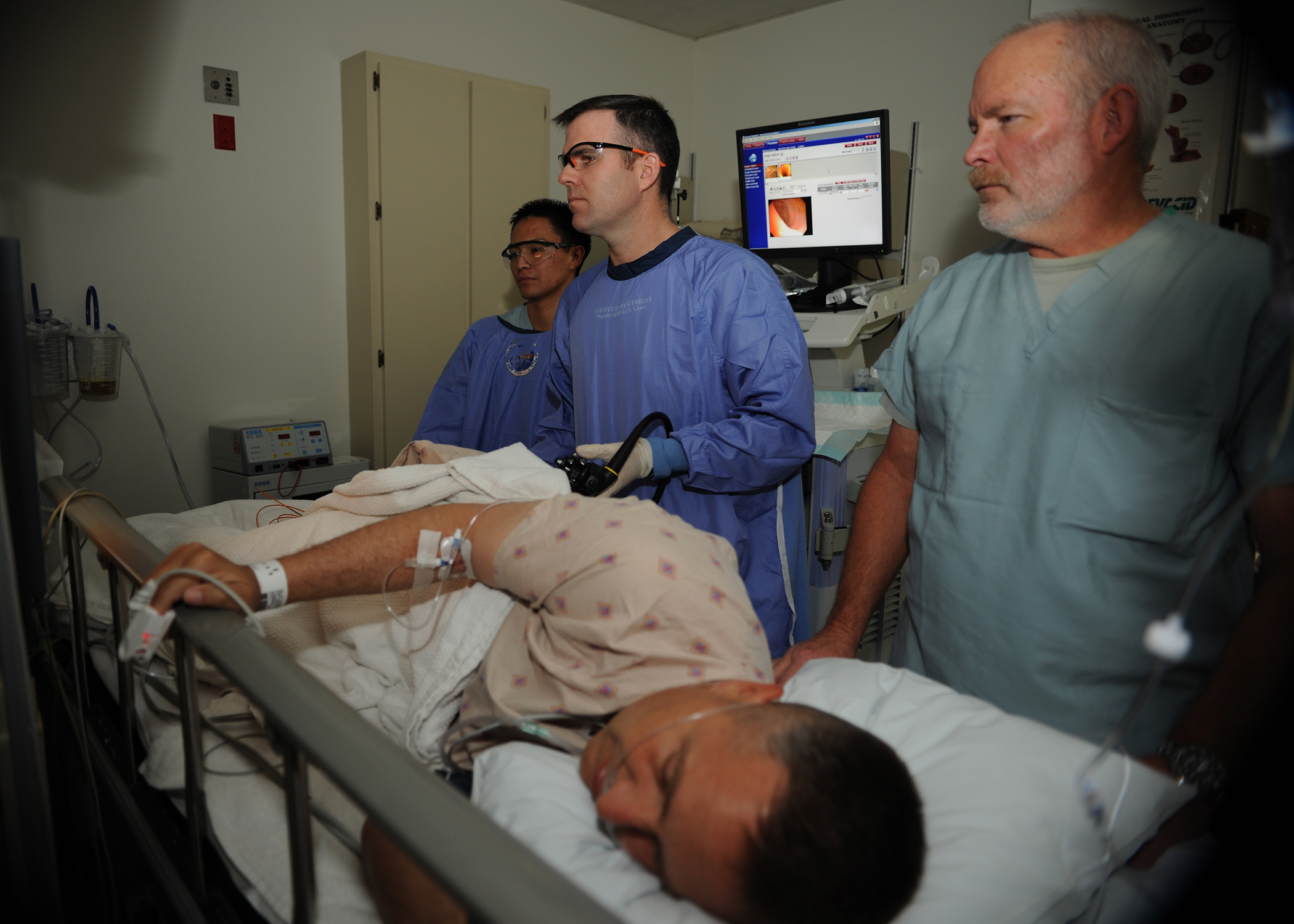
Kolonoskopické vyšetření, jeden z důvodů užití bezezbytkové diety.

Bezezbytková dieta resp. dieta s omezením zbytků (také nízkovlákninová dieta, dieta č. 5) je druh šetřící diety zaměřené na omezení nebo úplné vyloučení hůře stravitelných potravin např. hrubé vlákniny, které mohou dráždit střeva a zhoršovat průběh onemocnění zažívacího traktu nebo léčbu tohoto onemocnění. Bezezbytková dieta se používá především jako součást přípravy vyčištění střev před kolonoskopickým vyšetřením nebo jako součást lečby akutních i neakutních stavů u zánětlivých onemocnění travicí soustavy jako jsou Crohnova nemoc nebo Ulcerózní kolitida. U akutních stavů těchto onemocnění se užívá striktnější aplikace dietních omezení. U pacientů v klidovém stadiu nemoci (remisi) se užívá, pokud to zdravotní stav pacienta umožňuje, volnější dietní režim mající charakter spíše eliminační diety.
Některé zakázané resp. nedoporučené potraviny a úpravy jídel:
- výrazně kořeněné a dráždivé jídlo
- smažené a fritované jídlo
- nadýmavé potraviny
- přeslazené a konzervované potraviny
- tučné jídlo, tučné tuhé maso
- vejce (ve větším množství)
- syrové ovoce a zelenina
- luštěniny, popcorn
- slupky, kůrky
- sušené ovoce, houby
- ořechy, mák, kokos, zrníčka, semínka
- celozrnné výrobky
- mléko (dle snášenlivosti)
- alkohol